# Addis Zemen
Addis Zemen (o Addis Abreham) è un centro abitato dell'Etiopia, situato nella Regione degli Amara.